# Sankt Eskils katolska kyrka, Örebro
Sankt Eskils kyrka är en romersk-katolsk kyrkobyggnad i Örebro. Den tillhör Sankt Eskils katolska församling i Stockholms katolska stift.

## Historia
Kyrkan färdigställdes 1934. Den är ritad av Iwan Wennerlund. Kyrkan invigdes av biskop Müller den 16 september 1934. 

## Inventarier
- Muralmålningen i kyrkans kor utförd av en tysk konstnär, Alfred Gottwald från Schlesien.
- En dopfunt i grön marmor.
- Norra väggen består av fyra nischer med muralmålningar.
- Staty i gotlandsmarmor gjord efter en spansk förlaga, "Helgonet med boken", sannolikt föreställande Jungfru Maria vid bebådelsen.
- På båda sidor av kyrksalens väggar löper bilder av de fjorton korsvägsstationerna.
- Till vänster innanför dörren finns det gamla dopkapellet med en målning av Jesus dop.
- På södra väggen finns ett krucifix med den lidande Jesus.
- Mariabild utförd av Gisela Trapp från Helsingborg. Den finns över Mariaaltaret redan på kyrkoinvigningsfotografierna från 1934.